# Terinaea rufonigra
Terinaea rufonigra là một loài bọ cánh cứng trong họ Cerambycidae.